# شارون جونستون
شارون جونستون (بالإنجليزية: Sharon Johnston)‏ (28 يونيو 1941، سو ساينت ماري في كندا)؛ روائية كندية.